# 激突四駆バトル
『激突四駆バトル』（げきとつよんくバトル）は、1989年11月27日にアイレムから発売されたアクションゲーム。

## 概要
ミニ四駆に似たマシンを操作し、敵のマシンを体当たりで破壊していくという至ってシンプルかつ爽快なアクションゲームである。
“ミニ四駆に似たマシン”ではあるが、当時人気が高かったタミヤのミニ四駆そのままの名前を用いていた。

## スタッフ
- メイン・プログラマー：さいとうひろ
- キャラクター・デザイナー：岡野修身、BEBOLDER HIROSHIMA
- 音楽：御守郁子
- テクニカル・コンサルタント：はやしだようすけ
- ディレクター：二見浩司
- スペシャル・サンクス：やましたみつのり、工藤孝之、いがらしひろゆき、つちだてるみ、わたなべとおる、みやたけんご、こぐれたかし、とうじょうふみ

## 評価
ゲーム誌『ファミコン通信』の「クロスレビュー」では合計25点（満40点）、『ファミリーコンピュータMagazine』の読者投票による「ゲーム通信簿」での評価は以下の通りとなっており、18.94点（満30点）となっている。
| 項目 | キャラクタ | 音楽 | 操作性 | 熱中度 | お買得度 | オリジナリティ | 総合  |
| 得点 | 3.12       | 3.11 | 3.13   | 3.24   | 3.08     | 3.26           | 18.94 |